# Camilo Rúspoli
Camilo Rúspoli y Khevenhüller-Metsch, duque de Sueca, (Roma, 20 de marzo de 1788 - Florencia, 30 de julio de 1864) fue un aristócrata ítalo-español, yerno de Manuel Godoy.

## Biografía
Era por nacimiento príncipe del Sacro Imperio. Y por su matrimonio con Carlota Luisa de Godoy y Borbón ostentó los títulos de duque de Sueca, conde de Chinchón (ambos con grandeza de España de primera clase), marqués de Boadilla del Monte y conde de Evoramonte (portugués). 
Nació en el Palacio Rúspoli de la romana Via del Corso el 20 de marzo de 1788. Era el tercer hijo varón de Francesco Ruspoli (1752-1829), III príncipe de Cerveteri, III marqués de Riano y VIII conde de Vignanello (títulos romanos), gran maestre del Sacro Hospicio Apostólico, caballero del Toisón de Oro (rama austriaca), chambelán del emperador Francisco II y su embajador en Roma, y de la condesa María Leopoldina de Khevenhüller-Metsch (1764-1845), su segunda mujer; nieto de Alessandro Ruspoli, II príncipe de Cerveteri etc., y de Prudenza Marescotti Capizucchi, su segunda mujer y prima carnal, y materno del príncipe Johann Sigismund Friedrich von Khevenhüller-Metsch, también embajador imperial en Roma, y de la princesa Amalia de Liechtenstein.
Tuvo por hermanos, entre otros, a Alessandro Ruspoli, IV príncipe de Cerveteri, y a Bartolomeo Ruspoli, bisabuelo materno de Emanuela de Dampierre y Rúspoli.
Fue jefe del escuadrón de dragones del papa León XII, caballero de la Orden de Malta, gran cruz de Carlos III y maestrante de Granada.

## Matrimonio y descendencia
Casó en Roma el 8 de noviembre de 1821 con Carlota Luisa de Godoy y Borbón (1800-1886), II duquesa de Sueca, XVI condesa de Chinchón, dos veces grande de España, I marquesa de Boadilla del Monte, hija única de Manuel Godoy y Álvarez de Faria, príncipe de la Paz, I duque de la Alcudia y de Sueca, ambos con grandeza, I barón de Mascalbó, I príncipe de Bassano (romano) y I conde de Evoramonte (portugués), y de María Teresa de Borbón y Vallabriga, su primera mujer, condesa de Chinchón y de Boadilla del Monte. Este matrimonio fue autorizado por el rey Fernando VII, primo segundo de la contrayente, y tuvo por fruto dos hijos varones:
- Adolfo Rúspoli y Godoy (1822-1914), II duque de la Alcudia, nacido en Burdeos el 28 de diciembre de 1822, que residió en Madrid y falleció en París el 4 de febrero de 1914. Casó con Rosalía Álvarez de Toledo y Silva (1833-1865), hija de Pedro de Alcántara Álvarez de Toledo y Palafox, XVII duque de Medina Sidonia, XIII marqués de Villafranca, etc., y de Joaquina de Silva y Téllez-Girón, de los marqueses de Santa Cruz. Con descendencia agnada en que siguen en los ducados de Sueca y la Alcudia hasta la actualidad.
- Luis Rúspoli y Godoy (1828-1893), II marqués de Boadilla del Monte, nacido en Roma el 22 de agosto de 1828, que heredó de su padre la villa familiar de Florencia, donde falleció el 21 de diciembre de 1893. Casó dos veces con señoras naturales de esta ciudad: en primeras nupcias con Matilda Martellini (1819-1855), y en segundas con Emilia Landi (1824-1894). Con descendencia de ambas, extinta a la segunda generación.

- Datos: Q2841955